# 動機づけ面接
動機づけ面接（どうきづけめんせつ、英: motivational interviewing, MI）とは、アメリカのニューメキシコ大学臨床心理学名誉教授ウィリアム・R・ミラー、イギリスのカーディフ大学臨床心理学教授ステファン・ロルニックが主になって開発したカウンセリングアプローチである。アルコールに関する問題を抱えるクライエントへの面接技法を研究する中で、良い結果が得られた治療者の面談スタイルを実証的に解析することで、アルコール依存症の治療法として開発され、体系化された。クライエントの中にある矛盾に注目し、相反し両面性をもった複雑な感情である「アンビバレンス」を探索し、クライエントが矛盾を解消できるよう援助する。それにより、クライエントの中から動機づけを呼び覚まし、自ら行動を変えることを促進できると考えられている。クライエント中心かつ準指示的な面接スタイルである。

## 概要
動機づけ面接は善悪判断や直面化、対抗をしないとされる。クライエントの自律性を引き出し、尊重し、カウンセラーとクライエントの関係は協同的・共感的であるという。このアプローチの狙いは、問題とされている行動の結果として起こる潜在的な問題や過去の経験、リスクなどに対してクライエントの気づきを誘うことである。あるいは、より良い将来をクライエントが自ら想い描き、それを達成しようとする動機が強まっていくようにする。どちらにしても、動機づけ面接の戦略は、クライエントが自らの行動について違った見方をするようになり、最終的には行動を変えることによって何が得られるかを考えるようになることを目指している。
具体的な手法として、クライエント中心療法的に、クライエント自身が現状をどのように把握しているか、どの方向に向かいたいと感じているのか等、感情や価値観をクライエントと共に協働探索する中で、クライエント自身の矛盾を拡大し、両価性を探り、明らかにし、それを解消する方向に向かうよう導く。クライエントの内発的な動機を呼び起こすことを目指しており、行動を変容させるクライエント中心療法として日本で広がっているものより晩年のロジャースのそれに近い。この技法の背景として、同時期に発展してきた多理論統合モデル(変容ステージ, Transtheoretical Model：TTM)がある。動機づけ面接は、カウンセリングの場に臨むクライエントの動機レベルは多様であるという現実を認識し、許容する。
動機づけ面接には、クライエント中心療法的な面とガイド的な面の双方が含まれており、対象者の準備性によって使い分けされているとみなされている。伝統的なロジャース流のクライエント中心療法においても、晩年のロジャースはいわゆる「動機のない」対象者に療法を行っていた(Gendlin) との記述があるが、そのスキルについては記述されたものがなかった。動機づけ面接は、その明記されていなかった部分を明らかにする過程で生まれたものであり、クライエントが自らを探ろうとするとき、ただ追従するのではなく、変化の方向にカウンセラーからガイドするように働きかける。
調査・臨床研究から、HIVに関連する危険行動、ギャンブル、飲酒、ダイエット、喫煙などの行動変容の促進、肥満や高血圧、コレステロール値の改善の促進、糖尿病患者の血糖値のコントロール・体重減少・食事の変化の促進、禁煙支援のカウンセリングアプローチとしてその有効性が報告されている。薬物依存症に対しては、認知行動療法などと並び有効性が報告されている。
Lindson-Hawley N、Thompson TP、Begh R は、2014年に禁煙支援についてのメタアナリシスをコクランレビューに発表し、動機づけ面接法は有効な可能性があるが、その証拠の質は中程度であり、研究の質や治療法の忠実度のばらつき、出版バイアスないし選択的報告バイアスの可能性のため、結果の解釈には注意が必要であると結論付けた。

## MIの4つの原理
動機づけ面接は以下の4つの原理に基づいている。(注:第2版に準拠):
1. 共感を表現する：カウンセラーはクライエントを正確に理解しようとし、その内容をクライエントと共有する。
2. 矛盾を拡大する：クライエントがこうありたいと望む生き方と、現実の生き方の間にある矛盾を探ることで、行動を変えることの価値をクライエント自ら気づくようにカウンセラーが援助する。
3. 抵抗を手玉に取る：変わりたくないという気持ち、逡巡は病的ではなく、誰にでもある自然なこととカウンセラーが受け入れるようにする。
4. 自己効力感をサポートする：　クライエントの自己決定(ときにはクライエントが現状維持を選ぶときでさえ)を尊重することによって、クライエントが自信を持って、うまく変わっていけるように援助する。

動機づけ面接の主たるゴールは、クライエントとラポールを確立し、自己動機づけ発言（変化に向かう言語：チェンジトーク）を引き出し、コミットメント言語を確実なものにすることである。チェンジトークには、準備言語とコミットメント言語という段階がある。

## 動機づけ面接の適応
動機づけ強化療法
問題飲酒に対する治療と飲酒習慣チェックを組み合わせたもので、4セッションに限定して行う。国民1人当たりの平均飲酒量データに基づいてクライエントの飲酒量をフィードバックし、クライエントが飲酒習慣を変える動機づけを探る。米国の公的研究費によって行われたMATCHプロジェクトの中で用いられた。
動機づけ面接法コーチング
動機づけ面接法の技法はコーチングで応用が検討されており、教育心理学、教育工学、産業組織、ポジティブ心理学などの領域や独自の視点も含めて応用が行われている。例として、本来の教育分野での「学習の動機づけ」、教育工学の「ARCSモデル」、産業組織の「消費者行動モデル」、ポジティブ心理学の「ポジティブ感情」、「感謝」などが応用されている。

## 育成・組織・商標
開発者のミラーとロルニックが設立した国際ネットワーク Motivational Interviewing Network of Trainers（MINT）があり、教育プログラムを開発し提供している。MINTによって提供された公式のトレーナートレーニングを修了したトレーナーは、「MINTトレーナー」または「MINTメンバー」を名乗り、動機づけ面接のトレーニングを提供している。
原井宏明が日本国内最初のMINTメンバーで、動機づけ面接協会(JAMI)を設立した。動機づけ面接協会では「動機づけ面接」の商標登録、MINTと連携した海外講師の招聘を行なっている。また彼の教え子が設立したMINF(動機づけ面接ファシリテーターネットワーク)および動機づけ面接学会(JasMINe)には、国内MINTメンバーの多くが名を連ねている。